# Madgwick International
Madgwick International – były brytyjski zespół wyścigowy, startujący w latach 1987-1990, 1994-1996 w Mistrzostwach Międzynarodowej Formuły 3000. Poza tym zespół pojawiał się także w stawce Brytyjskiej Formuły 2. Siedziba zespołu znajdowała się w Londynie.
Pierwszy większy sukces ekipa odniosła w 1989 roku, kiedy to zajęła siódme miejsce w klasyfikacji zespołów. Pierwsze zwycięstwo dla zespołu odniósł wówczas Thomas Danielsson (siódme miejsce w klasyfikacji generalnej). Rok później zespół został sklasyfikowany na piątym miejscu. W 1994 roku jedyne punkty dla zespołu zdobył Szwed Kenny Bräck, a zespół był dziewiąty. W sezonie 1995 Kenny Bräck odniósł jedno zwycięstwo. Został on sklasyfikowany na czwartym miejscu w końcowej klasyfikacji kierowców. W tym też roku ekipa zdobyła tytuł wicemistrzowski. Rok później ekipa była trzynasta w klasyfikacji zespołów.